# Vatikánské zahrady
Vatikánské zahrady tvoří park, který zaujímá více než polovinu území městského státu Vatikán. Dosahuje rozlohy zhruba 23 hektarů. Nejvyšší bod se nachází ve výšce 60 m n. m. a je nejvyšším bodem celého Vatikánu.
Zahrady jsou na severu, jihu i na západě vymezeny hradbami Vatikánu. Na východě je ohraničuje bazilika svatého Petra a Vatikánská muzea. Je zde možno nalézt parkový lesní porost ve stylu anglické zahrady, ale i pečlivě udržované, geometricky uspořádané záhony. Jedná se o jedinečnou oázu zeleně v centru Říma. O celý komplex pečuje zhruba třicet zaměstnanců.

## Historie

Mapa Vatikánu včetně Vatikánských zahrad

Vatikánské zahrady jsou místem klidu a meditace pro papeže již od 13. století. V roce 1279 Mikuláš III. (1277–1280) přenesl svou residenci do Vatikánu a okolo svého sídla, zhruba v prostoru dnešního Belvederu nechal zřídit malý park.
Novou zahradu s živými ploty a fontánami nechal před Apoštolským palácem, v místě nádvoří sv. Damasa upravit Mikuláš V. (1447–1455).
Hlavní etapa budování Vatikánských zahrad spadá do období renesance až baroka v 16.–17. století, kdy zde působili například Pirro Ligorio (1510–1583), Antonio Tempesta (1555–1630), Giovanni Maggi (1566–1618) či Giambattista Falda (1648–1678). Na počátku 16. století byl nerovný terén rozčleněn do teras, propojených schody, a to podle návrhu Donato Bramante (1444–1514). Kromě různě uspořádaných zelených ploch byl prostor postupně oživen také různými stavbami, fontánami či obrazy a sochami.
Lev XIII. (1810–1903) oživil zahradu daňky, gazelami a jeleny dovezenými z Afriky. Pius XI. (1857–1939), který se po parku pohyboval v automobilu, nechal veškeré cesty vyasfaltovat. V době jeho pontifikátu, přesněji po roce 1929, vyrostly v zahradách i různé stavby, potřebné pro chod nově uznaného městského státu Vatikán – sídlo vlády, nádraží a podobně. V roce 1930 také inženýr Franco Ratti vybudoval poblíž dnešního heliportu obří podzemní rezervoár o obsahu 8 milionů litrů, který zásobuje zahrady vodou. Slouží k zavlažování, zásobování fontán i pro případné hašení požáru. Voda je do něj přiváděna z nedalekého jezera Bracciano.

## Památky

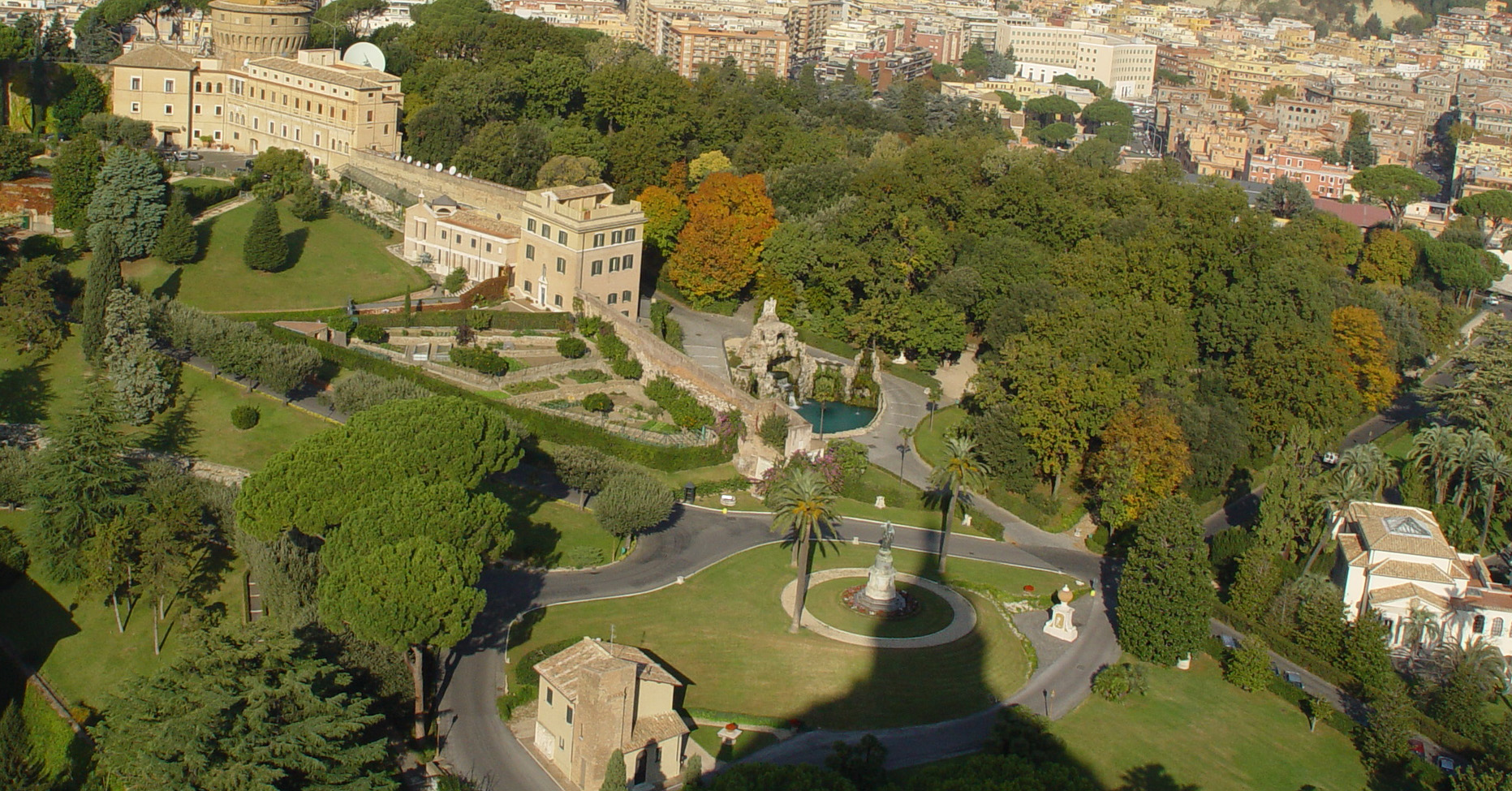
Vatikánské zahrady ze střechy chrámu sv. Petra

V zahradách roste zhruba 6500 exemplářů rostlin, zastupujících asi 300 druhů. Rostliny nejsou vždy typicky italské, jsou zde vysázeny četné exotické druhy z celého světa – severoamerické javory, libanonské cedry, japonské cykasy, tasmánské eukalypty, čínské jasmíny a další. Často se jedná o různé dary pro papeže.
Zahrady obývají běžné i vzácnější druhy ptáků, žáby a užovky. Typická je kolonie zelených papoušků – mníšků (Myopsitta monachus). Vyskytují se tu také veverky, kuny či ježci. Žádná zvířata zde však nejsou cíleně chována.
Mezi množstvím vegetace jsou rozmístěny nejrůznější stavby i drobnější umělecká díla, datovaná od 9. století do současnosti. V prostoru zahrad se nachází i několik důležitých státních budov, jako například Vatikánské rádio, nádraží či sídlo vlády. Kromě větších staveb je v zahradách umístěno i množství různých fontán, soch, fragmentů antických sloupů i sarkofágů. Kamenné či dřevěné lavičky umožňují odpočinutí při stoupání strmějším terénem. Cesty jsou označené prostými kamennými tabulkami a osvětlené starobylými litinovými lampami.
Pamětihodnosti:
- Etiopský seminář
- Francouzská zahrada
- Heliport
- Italská zahrada
- Klášter Panny Marie
- Kostel sv. Štěpána
- Leonské hradby
- Letohrádek Pia IV.
- Lurdská jeskyně
- Mozaikové studio
- Orlí fontána
- Palác vlády
- Radio Vatikán
- Socha sv. Petra
- Železniční stanice